# Macta
 (janvier 2012).
La Macta est un oued côtier d'Algérie (Ouest de Mostaganem, Est d'Arzew), situé au Nord-Ouest du pays, il est formé par la réunion de deux cours d'eau : le Sig et Habra.

## Présentation
Le cours de la Macta est entouré de marais (20 000 ha) partiellement drainés entre 1958 et 1962. Actuellement, les zones marécageuses subsistantes constituent une réserve naturelle où la faune et la flore (nombreuses espèces d'oiseaux) sont en principe protégées. Dans l'Est oranais, et avec la sebkha d'Arzew, les marais de la Macta constituent une zone humide d'importance internationale depuis le 2 février 2001 (site Ramsar),.
En novembre 2014 le Premier ministre Abdelmalek Sellal a inauguré la méga-station de dessalement d’eau de mer d’El Macta. Cette installation, l’une des plus grandes au monde utilisant le procédé de l’osmose inverse, a une capacité de production quotidienne de 500 000 m3 d’eau.
Les oueds Sig et l'Habra qui forment la Macta, ont fait l'objet de tentatives d'endiguement depuis 1871, mais toutes se sont soldées par des échecs . À l'Est, l'oued Tinn (ou Tine sur les cartes IGN), qui se perd dans la plaine de la Macta, a aussi été partiellement endigué.

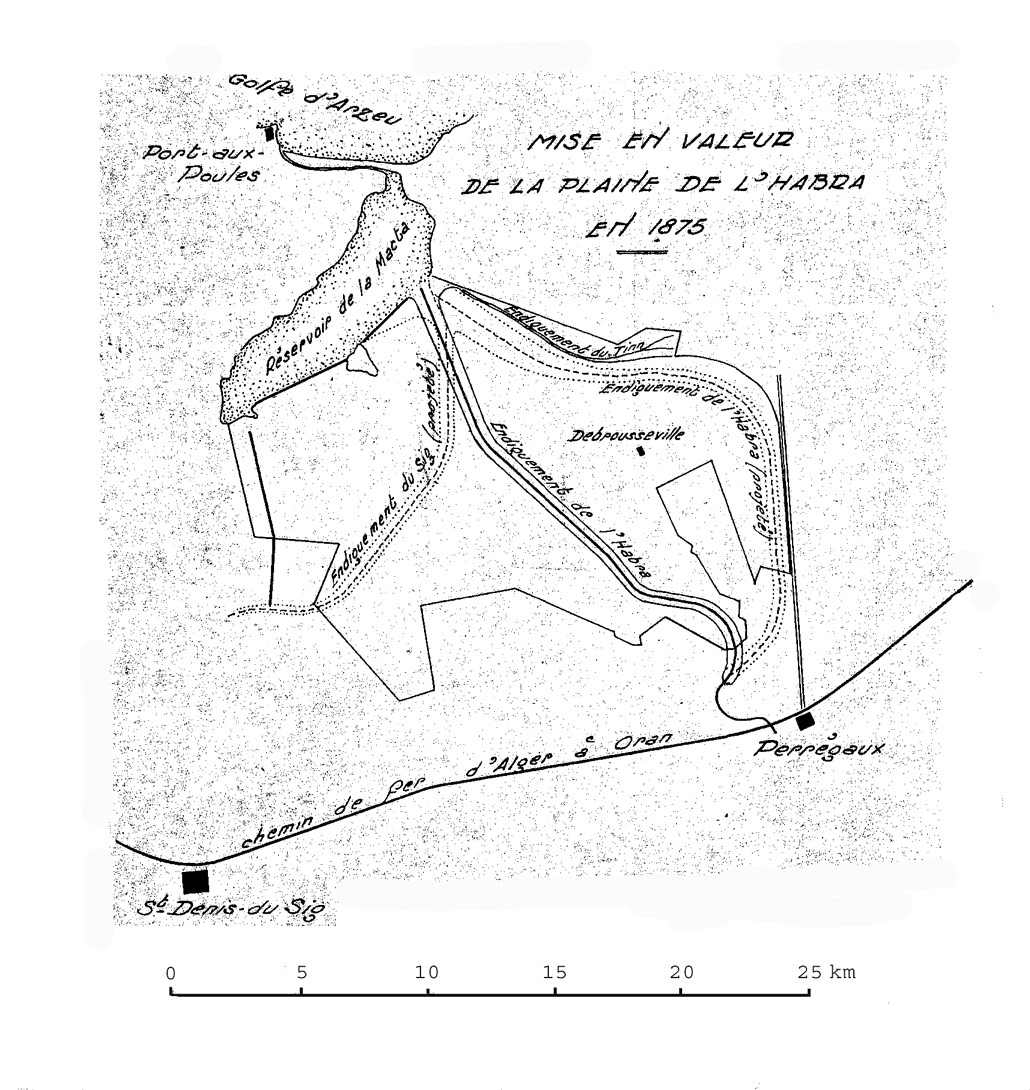
Carte d'endiguement des oueds d'après Pochet in Simoneau (1952)

## Le bassin versant
Le bassin versant de la Macta s'étend sur 14 390 km2. Il est drainé par deux principaux cours d'eau: l'oued Mebtouh, à l'ouest et l'oued El Hammam à l'est. Il associe trois régions distinctes:
- la basse plaine littorale, présente des altitudes ordinairement inférieures à 9 m, ce qui favorise la présence de plans d'eau, de marais et de steppes.
- les massifs, qui constituent la plus grande partie du bassin versant. Ce bassin est bordé à l'ouest et au nord-ouest par les monts de Tessala, les monts des Beni-Chougrane occupent une bonne partie de sa zone moyenne.
- les larges plaines alluviales insérées dans les massifs montagneux de Sidi Bel Abbès.

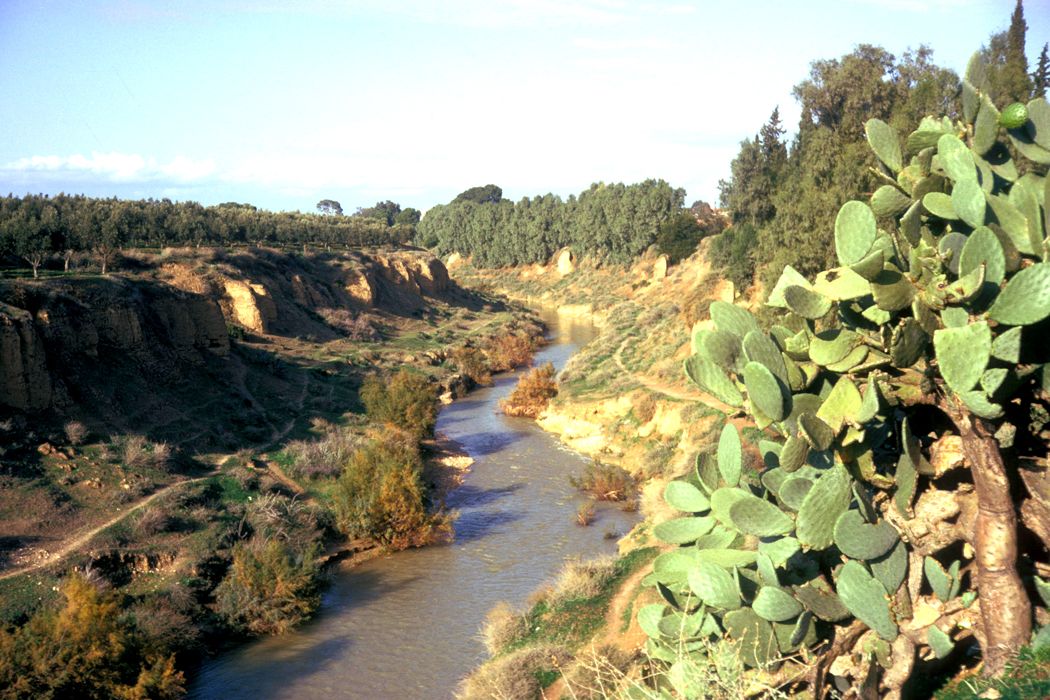
Oued Sig en crue (vers 1975).
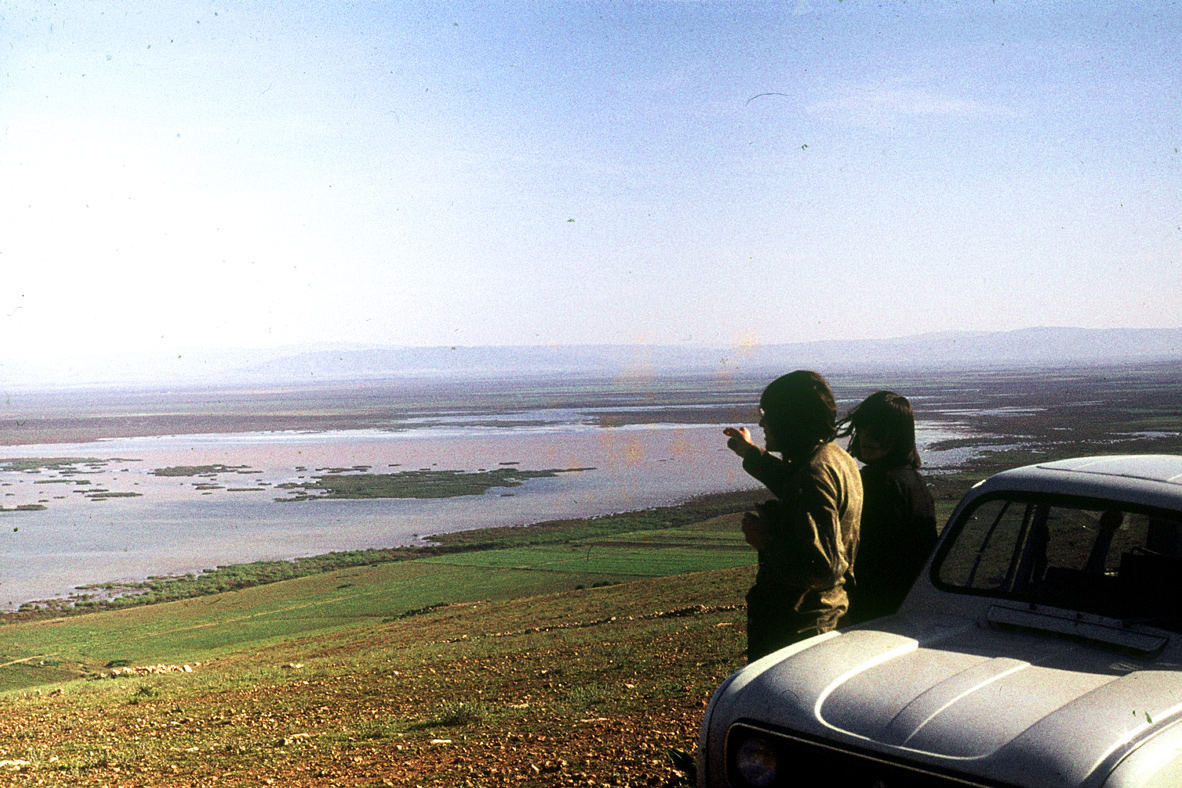
Marais de la Macta vus de la W82 (avril 1977).
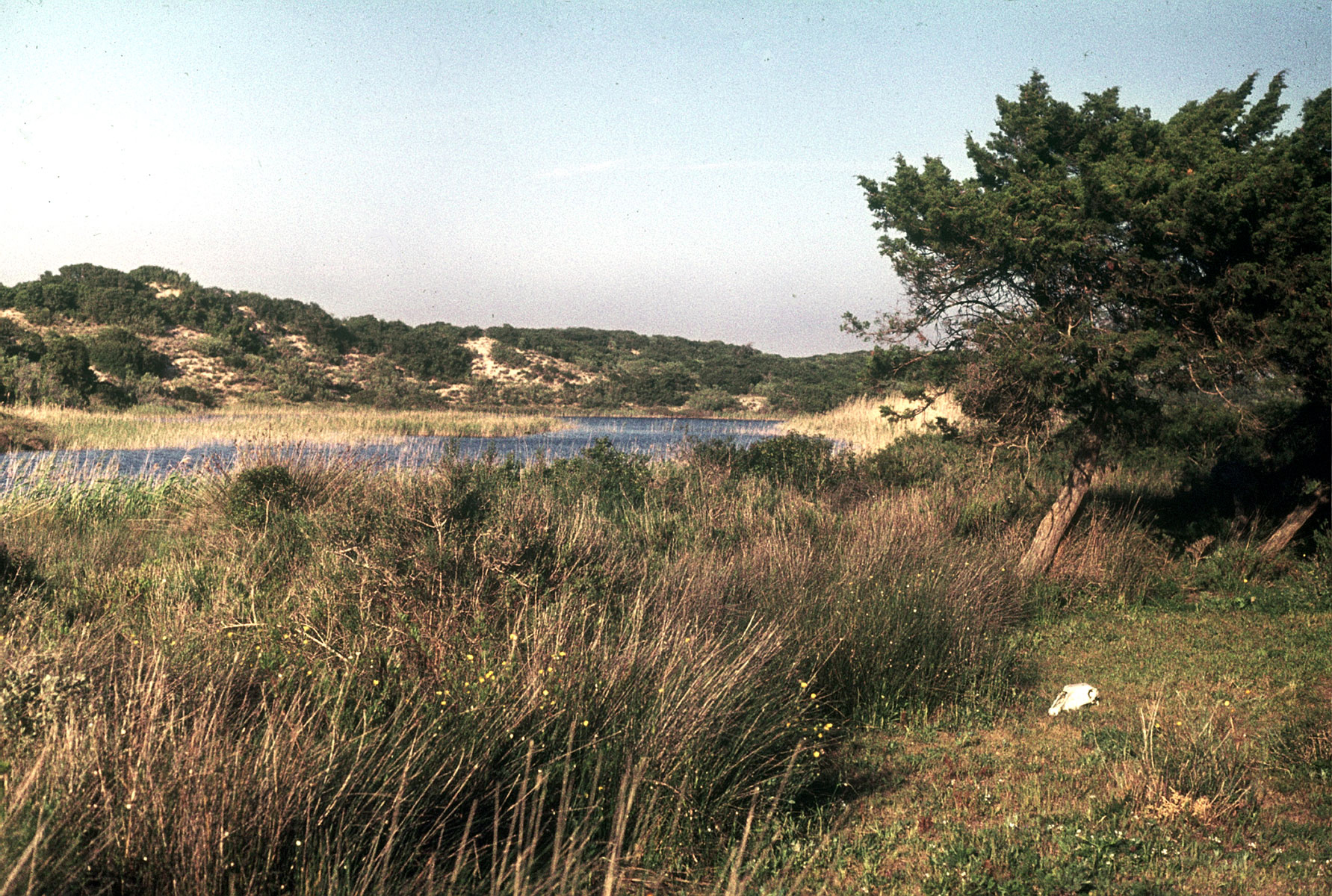
Dunes de La Macta (1977).
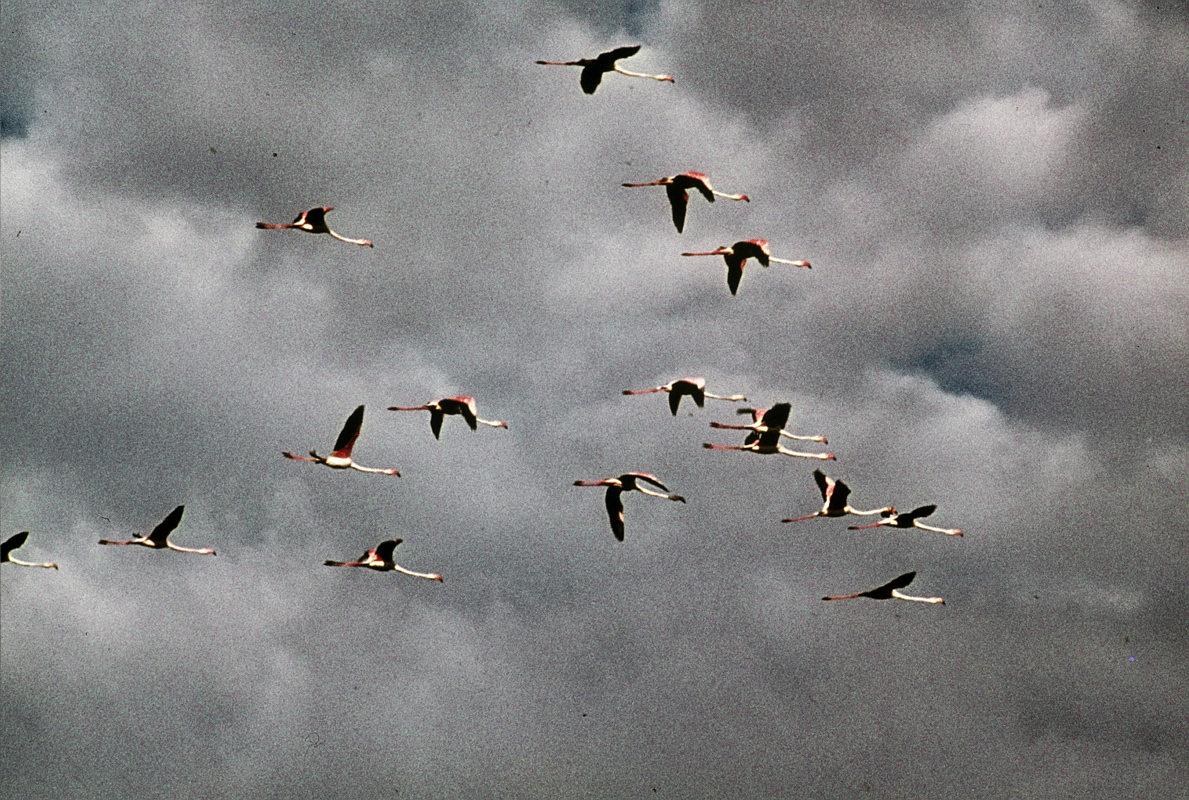
Marais de la Macta : vol de Flamants roses.

## La basse plaine littorale et sa végétation
La plaine de la Macta se présente comme une vaste prairie salée presque absolument plate. Cette région a la particularité de présenter des peuplements purs de Salsolacées, de Joncacées et de Graminées. Parmi ces peuplements :

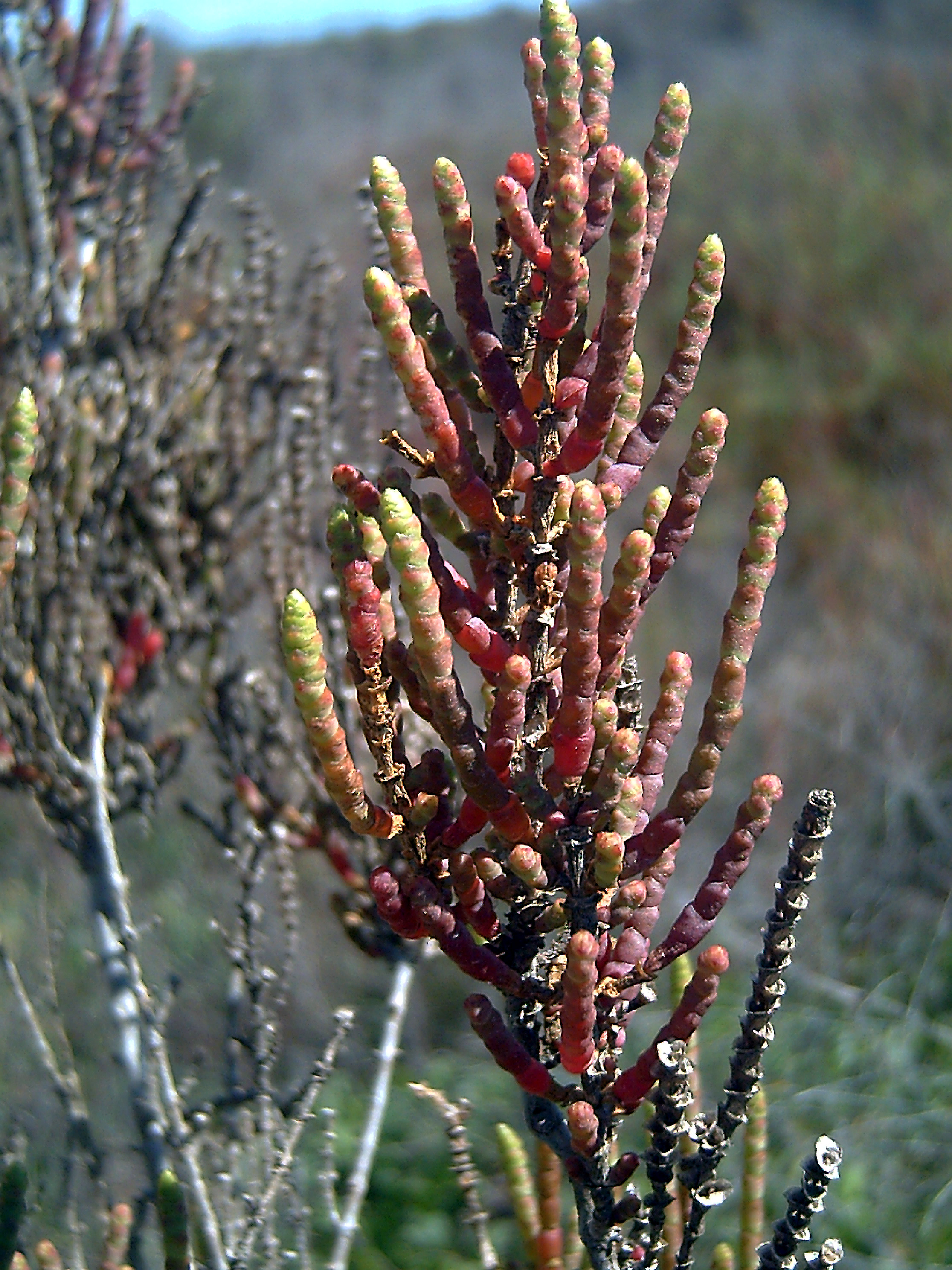
Arthrocnemum macrostachyum. Photo Javier Martin (Wikicommons)

- les peuplements à Arthrocnemum macrostachyum qui occupent des milliers d'hectares dans les zones fréquemment inondées soumises à un alluvionnement intense ;
- les peuplements de Juncus maritimus et Juncus subulatus, qui couvrent plus de 6,000 ha dans les marais de La Macta (...) ;
- les peuplements de Phragmites communis peu importants, sont toujours situés dans les lits majeurs des oueds ou des dépressions constamment en eau (par exemple, la station 9 sur la carte des marais ci-dessous) ;
- les peuplements de Scirpus maritimus sont toujours peu étendus, mais très nombreux occupant toutes les cuvettes argileuses, fortement chlorurées et inondées toute l'année ;
- les peuplements de Typha angustifolia sont très rares et n'existent que dans les marais de l'Haciane Mengoub » [4].

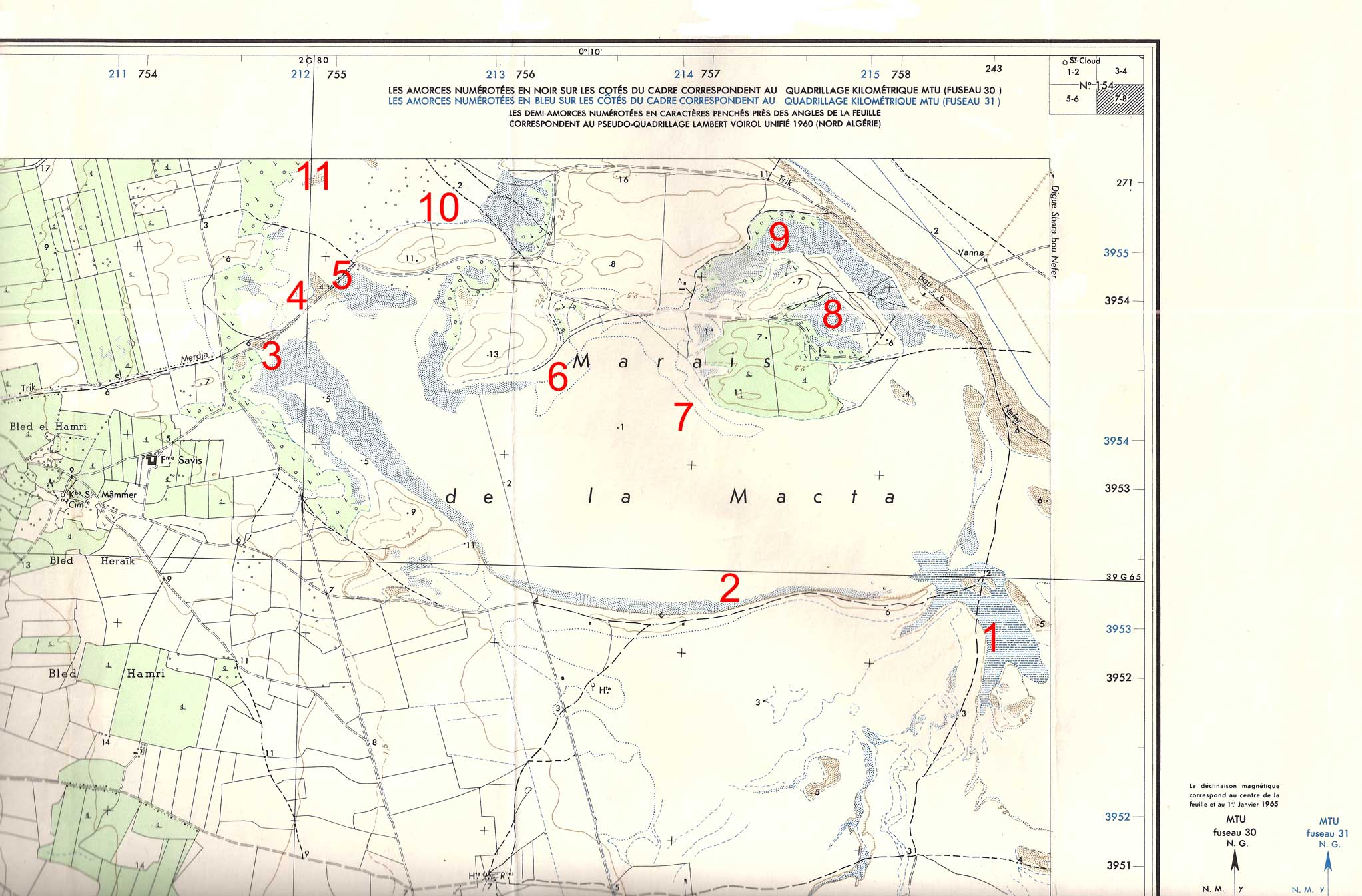
Carte des marais de la Macta

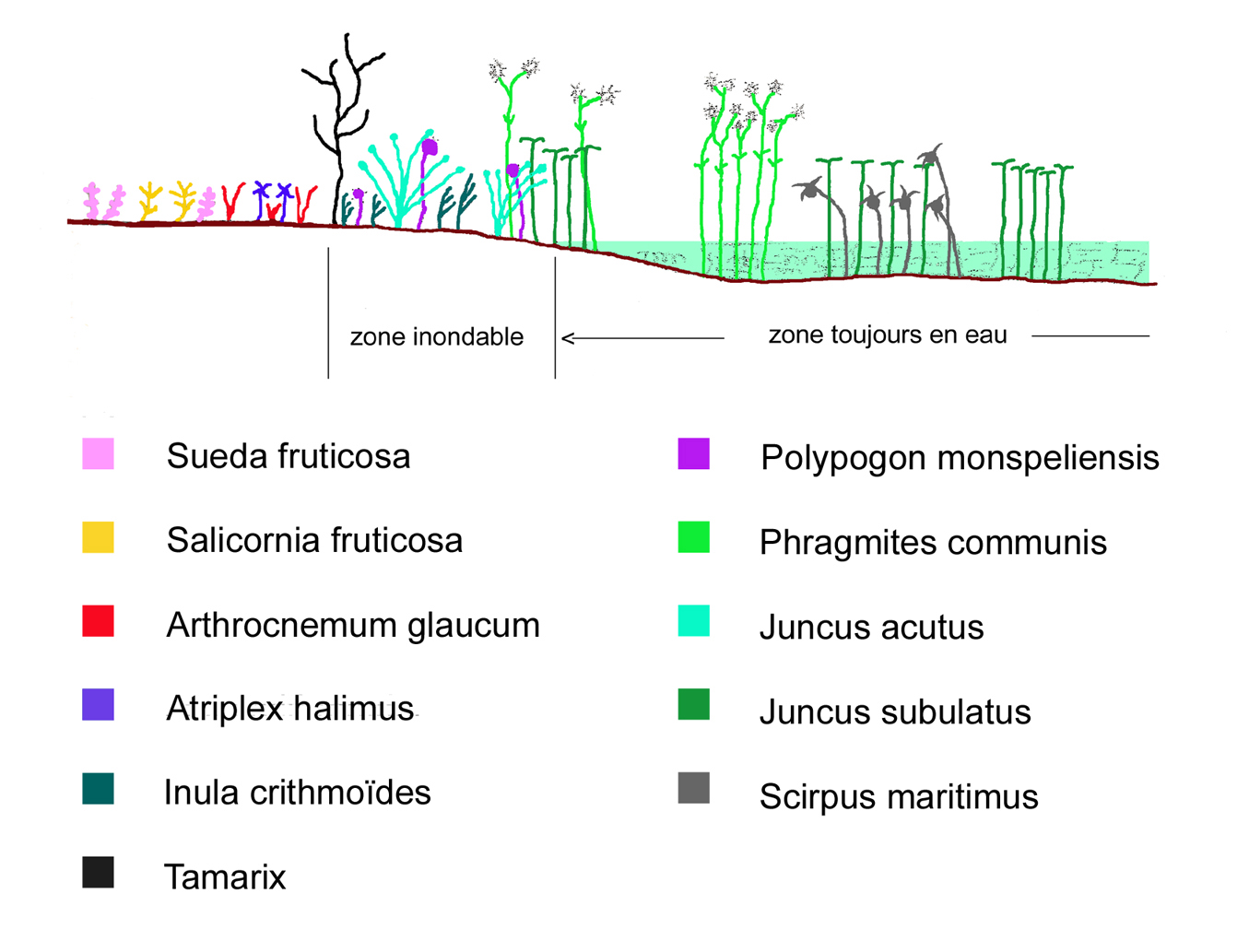
Macta : végétation le long d'un transect

Par ailleurs, dans l'ensemble formé par les marais de la Macta, les marais du Mengoub et la plaine de l'Habra, une forêt de Tamarix africana occupait, jusqu'en 1960, une superficie importante . Mais de nos jours, la pression de l'homme (coupes illicites, incendies et parcours intensif) et l'évolution défavorable des conditions climatiques (précipitations réduites et période de sécheresse accrue) l'ont très fortement dégradée : il n'en reste plus que quelques lambeaux le long des oueds Sig et Habra .

## La basse plaine littorale et ses sebkhas
À moins de 10 km à l'ouest des marais de la Macta, les salines d'Arzew représentent une grande sebkha, c'est-à-dire "une dépression occupée par de l'eau salée qui ne reçoit aucun cours d'eau important" 
Au milieu de la basse plaine de la Macta, on trouve aussi une sebkha : le lac Bou-Nefer, un petit lac salé d'environ 3 ha, qui occupe une dépression partiellement entourée de buttes argileuses (la station no 8 sur la carte des marais de la Macta) . Pendant les hivers pluvieux, quand la plaine de la Macta est submergée, il peut recevoir des eaux peu chargées en chlorures provenant de l'oued Sig. Mais, « malgré ces apports, le titre des eaux du lac ne s'abaisse jamais en dessous de 12 g de NaCl par litre et, en fin d'été, quand elles sont les plus basses, elles renferment 60,54 g de NaCl par litre » .
En bordure de l'oued Tinn, près de la route W42  et à l'Est de Fornaka, on trouve aussi d'autres petits lacs salés comme celui de Toumiette, de Bou Hamida, de Bou Chentous .

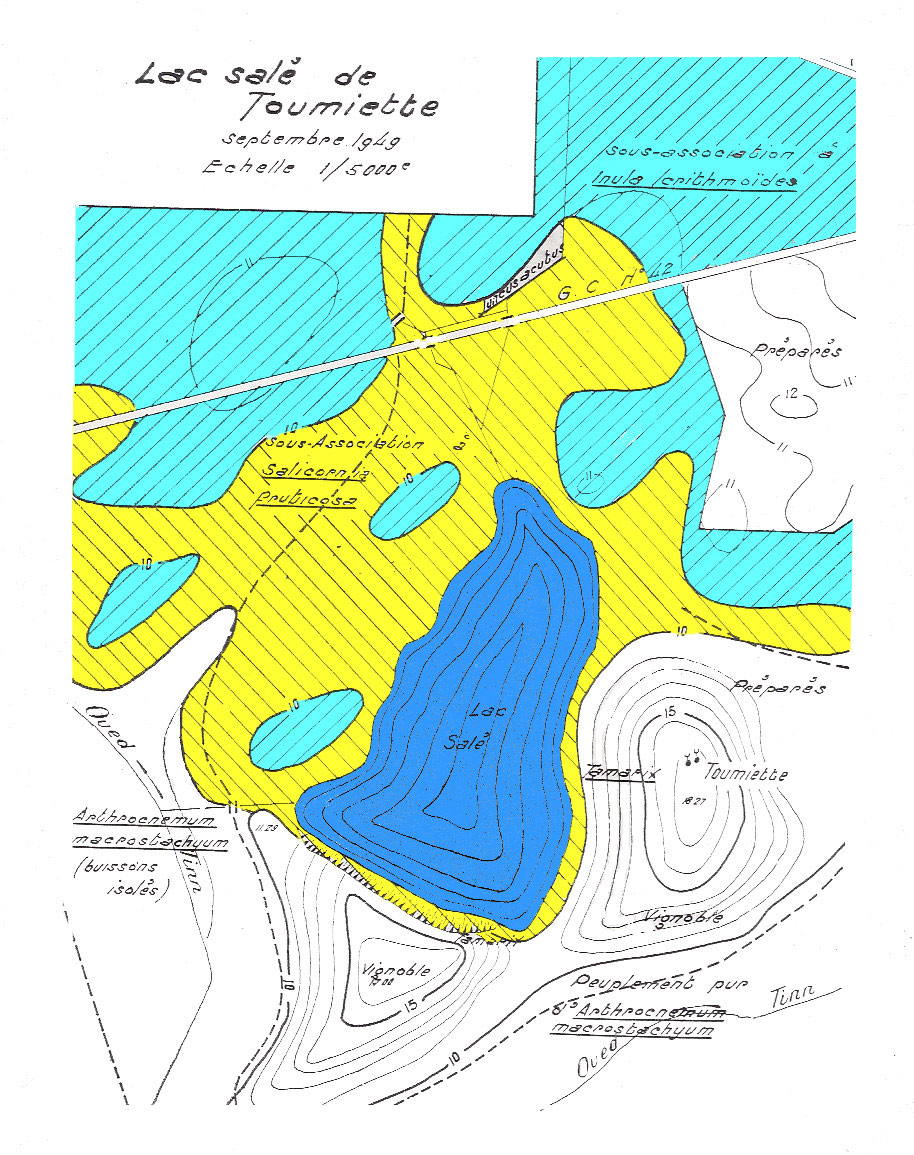
Végétation et microrelief

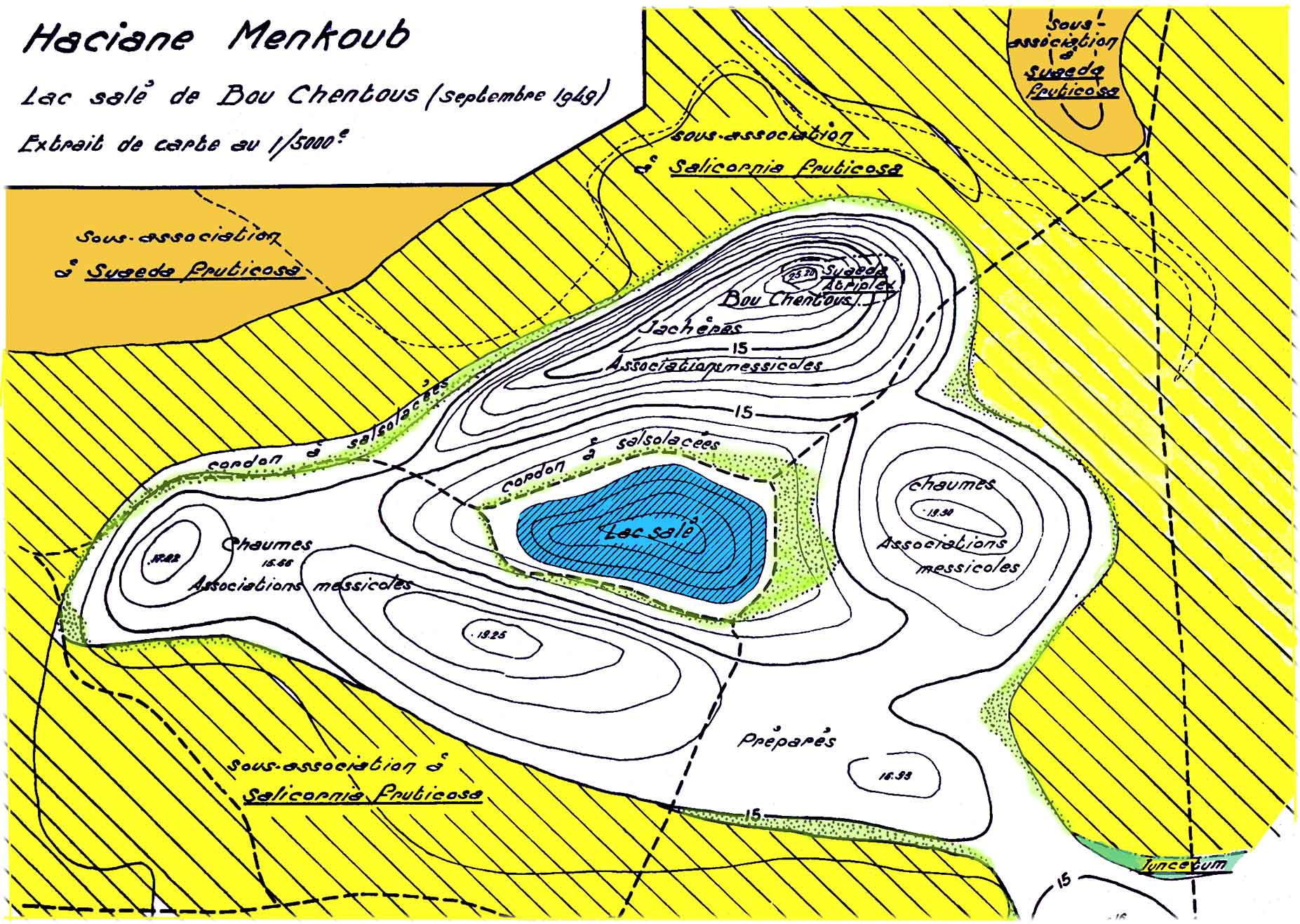
Végétation et microrelief

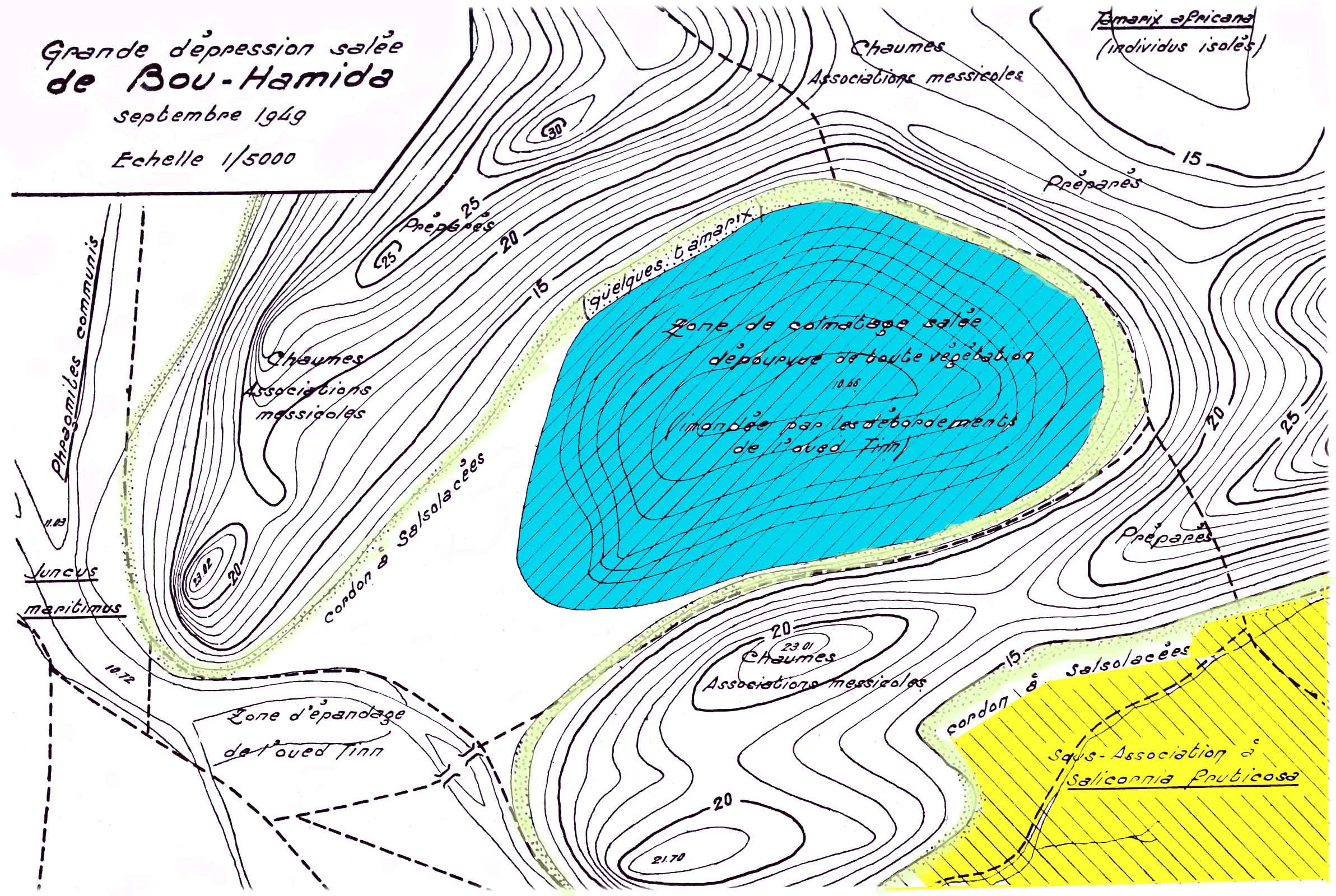
Végétation et microrelief

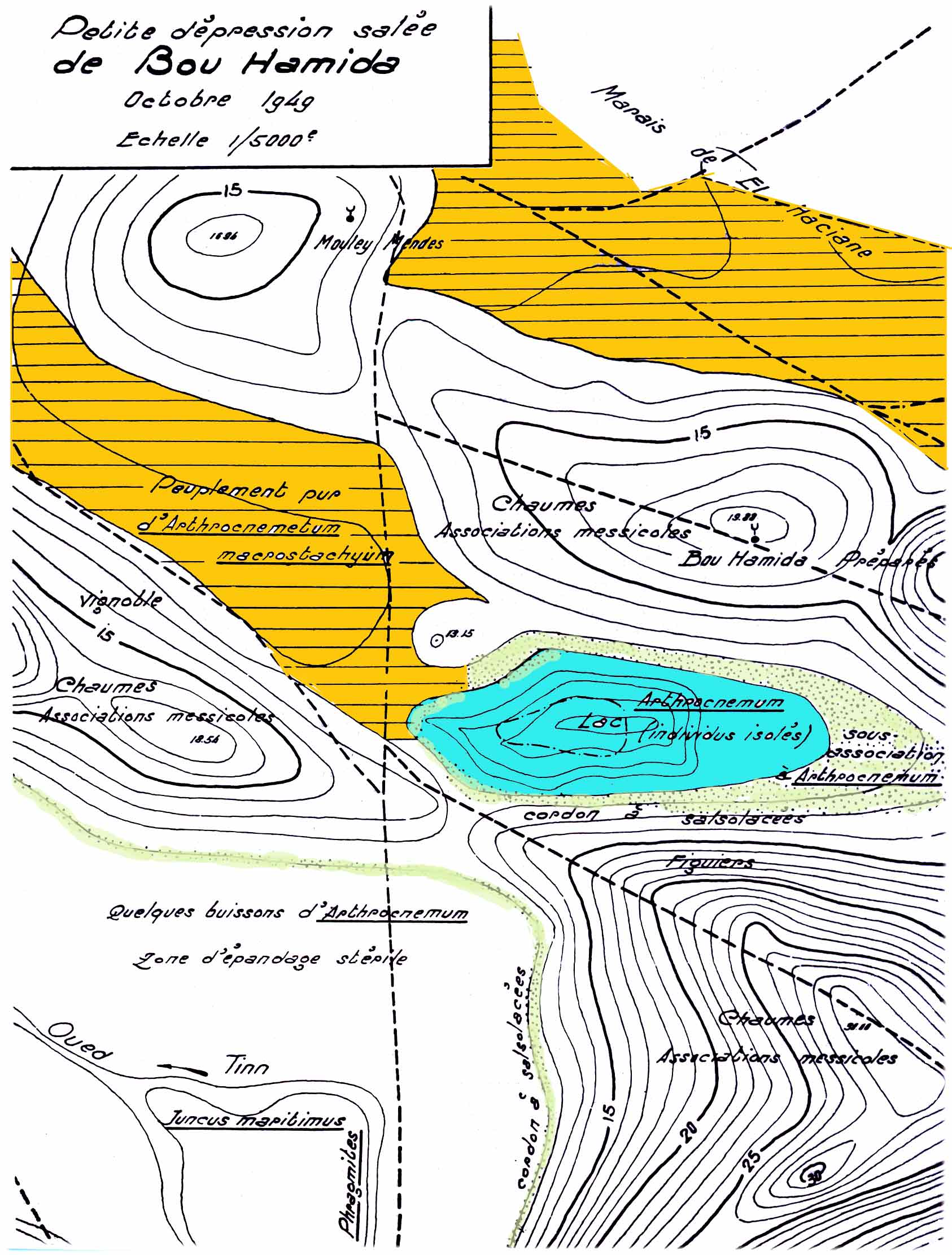
Végétation et microrelief

## La Faune des marais de la Macta
À l'exception des oiseaux , les premières observations de la faune de la Macta proviennent de l'étude de Krissat et Horr réalisée en 1976 . Dans la mesure du possible, les noms normalisés, qui forment une nomenclature scientifique francisée, seront utilisés.

### Les Insectes
Les Odonates
Les Odonates comportent deux groupes distincts : le sous-Ordre des Anisoptères (Libellules vraies, Æschnes...) et le sous-Ordre des Zygoptères (Demoiselles, Agrions...). 
Parmi les Anisoptères, Krissat et Horr  ont trouvé  deux familles :
- Libellulidés

- Libellula flaveola ;
Libellula vulgata ;
Libellula coerulescens ;
Libellula striolata
- Æschnidés

- Anax imperator : l'Anax empereur
Parmi les Zygoptères, ces biologistes ont également trouvé deux familles :
- Coenagrionidés

- Ceriagrion tenellum (Synonyme ancien : Pyrrhosoma tenellum) : le Cériagrion délicat ou l'Agrion délicat ;
- Coenagrion mercuriale (Synonyme ancien : Agrion mercuriale) : l’Agrion de Mercure ; Enallagma cyathigerum (Synonyme ancien : Agrion cyathigerum) : l’Agrion Porte-coupe ;
Erythromma lindenii (Synonyme ancien : Agrion lindenii) : la Naïade aux yeux bleus ou l'Agrion de Vander Linden ou l'Agrion à longs cercoïdes ; 
Erythromma najas : la Naïade aux yeux rouges
- Lestidés

- Lestes virens : le Leste verdoyant ; Sympecma fusca (Synonyme ancien : Lestes fusca) : le Leste brun ou Brunette hivernale
Les Hémiptères
- Gerridés

- Aquarius najas (Synonyme ancien : Gerris najas) ; Gerris lacustris
- Népidés

- Nepa cinerea: la Nèpe
- Noctonectidés

- Notonecta glauca : la Notonecte
- Naucoridés

- Naucoris maculatus
- Corixidés

- Sigara nigrolineata (en) ; Hesperocorixa sahlbergi (en)
Les Coléoptères
- Distycidés

- Agabus maculatus;
Haliplus amoenus;
Colymbetes fuscus;
Cybister lateralimarginalis : le dytique à côtés bordés.
- Gyrinidés

- Gyrinus natator : le gyrin nageur.
- Hydrophyllidés

- Berosus spinosus;
Berosus signaticollis;
Berosus luridus
Les Diptères
- Chironomidés

- Chironomus viridulus;
Chironomus prasinus
- Culicidés

- Culex pipiens :  le moustique commun;
Aedes sp
- Dixidés

- Dixa sp

### Les Acariens
- Hydrachnidés (en)

- Eulais extendens ; 
Thyas venustus

### Les Mollusques
Aucune espèce de mollusque, qu'elle soit enfouie ou limnique, n'a été trouvée en 1976 .  Cette absence mérite d'être soulignée.

### Les Crustacés
Les Cladocères
- Daphniidés

- Daphnia pulex
Les Amphipodes
- Gammaridés

- Gammarus pulex
Les Branchiopodes
- Branchiopodidés

- Artemia sp
Les Décapodes macroures
- Palaemonidés

- Palaemonetes varians (en) (synonyme Periclimenes migratorius)

### Les Poissons
Dans ces marais, les populations  de poissons sont faibles. En 1976, sur les cinq espèces observées par Krissat et Horr , seule la population d'anguille paraissait importante. Ces cinq espèces appartenaient à quatre familles :
- Anguillidés

- Anguille d'Europe ou anguille commune (Anguilla anguilla)
- Cyprinidés

- Carpe commune (Cyprinus carpio);
Barbeau "callensis" (Barbus callensis)
- Poeciliidés

- Gambusie ou « guppy sauvage » (Gambusia affinis)
- Atherinidés

- Athérine de Boyer (Atherina boyeri)

### Les Batraciens
Ranidés (grenouilles)
- Grenouille rieuse (Pelophylax ridibundus) (synonyme Rana ridibunda). Cette grenouille verte  est la plus grande grenouille indigène d'Europe. Dans les marais de la Macta, elle est commune  et a été trouvée dans toutes les stations prospectées, sauf dans le petit lac Bounefer, trop salé sans doute.

### Les Reptiles
Geoemydidés (tortues)
-Émyde lépreuse (Mauremys leprosa) (synonyme Emys leprosa). Cette tortue, qui se rencontre dans le nord du Maghreb, dans la péninsule ibérique et dans le sud de la France, n'a été trouvée que dans quelques secteurs des marais où la salinité était la plus faible.

### Les Oiseaux
Les informations ornithologiques proviennent de la publication de Metzmacher (1979 et obs. pers.),
- GREBES : Podicipédidés
- Grèbe huppé
- Grèbe à cou noir
- Grèbe castagneux
- BUTORS, HERONS, AIGRETTES, CIGOGNES : Ardéidés, Ciconiidés, Threskiornithidés
- Héron cendré
- Héron pourpré
- Aigrette garzette
- Héron garde-bœufs
- Héron bihoreau
- Cigogne blanche
- Ibis falcinelle
- Spatule blanche
- Butor étoilé
- Flamant rose
- OIES, CANARDS : Anatidés
- Tadorne de Belon
- Tadorne casarca
- Sarcelle d'hiver
- Sarcelle marbrée
- Canard siffleur
- Canard pilet
- Canard souchet
- Fuligule milouin
- Fuligule morillon
- Fuligule nyroca
- Nette rousse
- Macreuse noire
- GRUES, RALES et MAROUETTES : Gruidés et Rallidés
- Grue cendrée
- Poule d'eau
- Poule sultane
- Foulque macroule
- LIMICOLES : Charadriidés et Scolopacidés
- Pluvier doré
- Bécassine des marais
- Courlis cendré
- Barge à queue noire
- Chevalier guignette
- Chevalier cul-blanc
- Chevalier sylvain
- Chevalier gambette
- Chevalier arlequin
- Chevalier aboyeur
- Chevalier stagnatile
- Chevalier combattant
- Bécasseau variable
- Bécasseau cocorli
- Échasse blanche
- Avocette
- Glaréole à collier
- GOELANDS, MOUETTES et STERNES : Laridés
- Goéland argenté
- Mouette rieuse
- Mouette mélanocéphale
- Mouette pygmée
- Sterne naine
- Sterne caugek
- Sterne hansel
- Sterne caspienne
- Sterne pierregarin
- Guifette noire
- Guifette leucoptère
- Guifette moustac
- RAPACES DIURNES : Accipitridés et Pandionidés
- Busard des roseaux
- Busard cendré
- Balbuzard pêcheur
- MARTINS-PÊCHEURS : Alcédinidés
- Martin-pêcheur d’Europe
- FAUVETTES, ROUSSEROLLES : Sylviidés

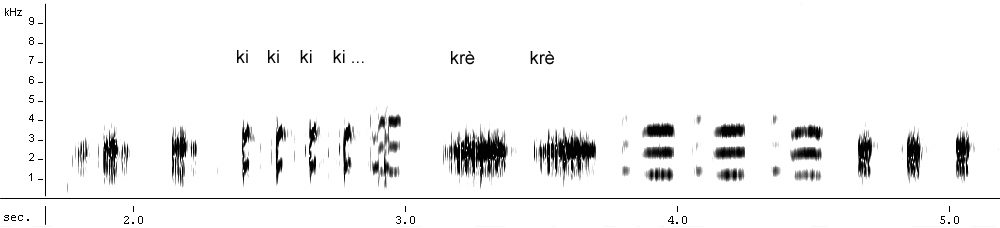
Chant de la Rousserolle turdoïde. Sonagramme.

- Rousserolle effarvatte
- Rousserolle turdoïde

## Les Oiseaux et la végétation des dunes de la Macta

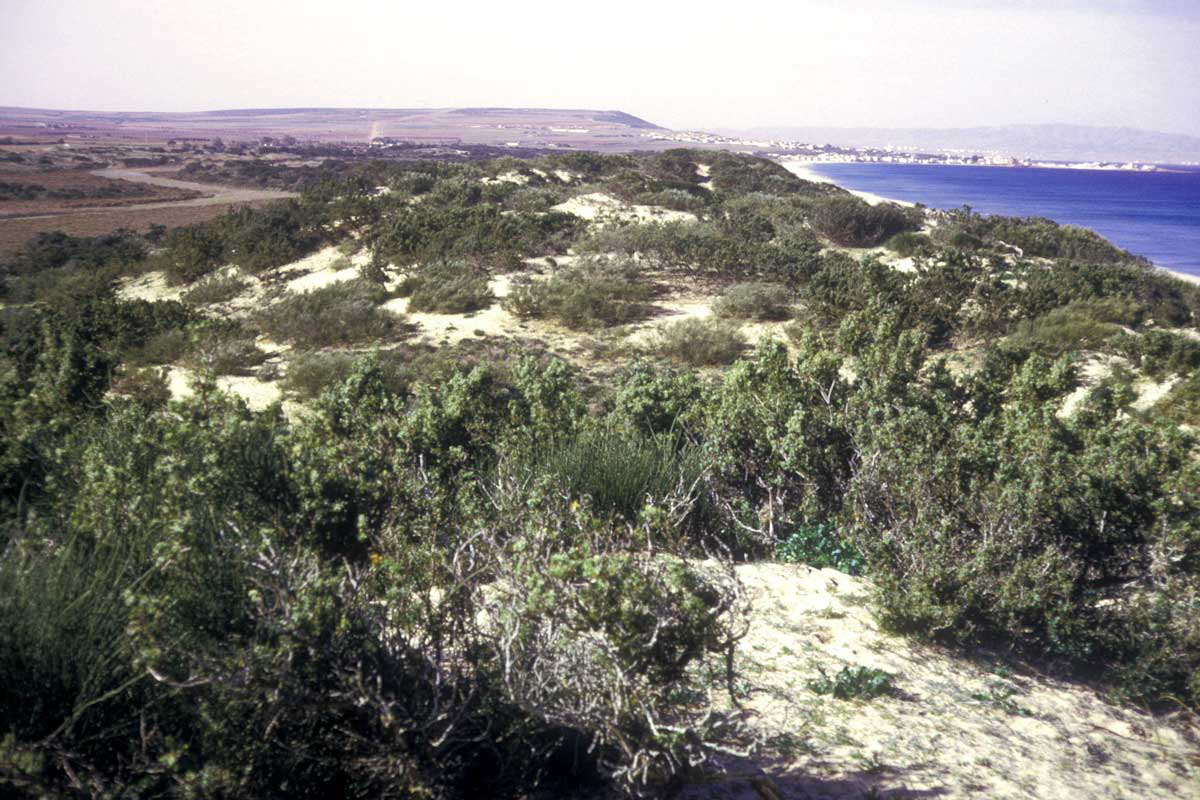
Dunes littorales de la Macta en 1975

« La zone  des dunes littorales est limitée : 
1) au Nord, par la mer;
2) à l'Est, par la falaise et la colline du Marabout de Sidi Mansour;
3) au Sud, par la route Nationale d'Oran à Mostaganem jusqu'au pont de la Macta, puis par la rivière La Macta » 
« La superficie de cette zone est d'environ 180 ha. La végétation est caractérisée essentiellement par l'importance des peuplements de Genévriers oxycèdres sur les dunes littorales et par l'extrême variété de la flore sur la rive droite de la rivière La Macta. Les espèces halophiles et hélophiles y croissent avec les espèces littorales (...). Les plus beaux arbres se rencontrent sur la rive droite de l'oued, à l'abri du cordon dunaire. C'est par sa situation peu accessible aux hommes et aux animaux, que ce boisement a pu se conserver en relativement bon état » (ibidem).
À la fin des années 1940, l'horizon forestier était déjà fort dégradé : arbres clairsemés, mutilés, enfouis dans le sable (ibidem). En 1983,  des scientifiques belges, français, hollandais ont alerté le Wali d'Oran sur l'importance internationale  des marais de la Macta et sur l'intérêt écologique de la forêt des dunes littorales . Mais, en ce qui concerne ce peuplement forestier, les images de Google Earth n'indiquent pas que sa dégradation soit stoppée...

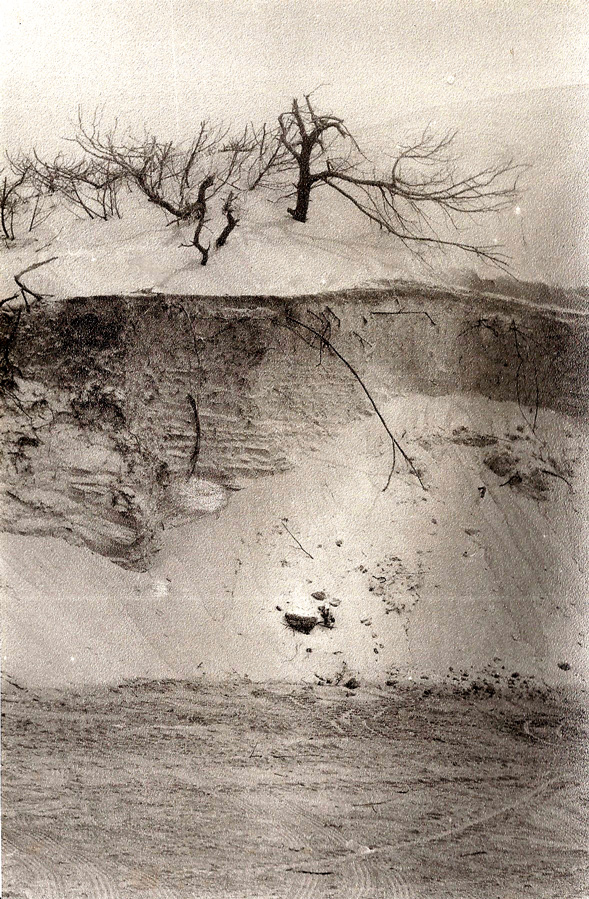
Dégradation d'une partie des dunes littorales de la Macta en 1983. Secteur ouest.

La biodiversité de ces dunes reste néanmoins importante. Ainsi, sur une surface d'environ 1 km2 et à partir de 5 transects, Zohra et al. (2015) ont observé 90 espèces de plantes appartenant à 16 familles . Parmi celles-ci, 3 dominaient nettement la flore littorale : les Astéracées (22 espèces), les Amarantacées (19 espèces) et les Poacées (15 espèces). La majorité de ces espèces (plus de 65%) étaient d'origine méditerranéenne. Ces dunes hébergeaient aussi plusieurs espèces rares méritant une protection particulière comme la  Roquette de mer (Cakile maritima) et le  Raisin de mer (Ephedra distachya).
Ces dunes boisées  représentent également un habitat apprécié par toute une série d'oiseaux nicheurs, en particulier par : la Fauvette mélanocéphale, le Rougequeue (Rubiette) de Moussier, la Pie-grièche grise, la Perdrix gambra, le Tchagra à tête noire, la Tourterelle des bois et, parmi les rapaces, le Circaète Jean-le-blanc. En automne de nombreux migrateurs y font halte juste après avoir franchi la Méditerranée .
Ces dunes boisées présentent des traits communs avec le bois des Rièges en Camargue (France).

## Ressources scientifiques pour développer l'étude écologique de la Macta
- Les réseaux naturalistes :

1. En botanique : Tela Botanica
2. En entomologie : Tela Insecta et la base de données sur les Acridiens de l'Afrique du Nord-Ouest
3. En ornithologie : Ornithomedia

- Laboratoire des Ecosystèmes Aquatiques et Terrestres (Université de Souk Ahras, Algérie)
- La Tour du Valat : Centre de recherches pour la conservation des zones humides méditerranéennes
- La Trame verte et bleue, centre de ressources
- BIOGEOnet : un outil pour encoder données taxonomiques et biogéographiques

## Préservation
La zone connait une pression anthropique qui menace son équilibre naturel. En effet, les gueblis, population nomade originaires des Hauts Plateaux de l'Oranie s’installent pour pratiquer l’élevage ovin.
Le surpâturage, qui prend de l’ampleur et le pacage illicite dans le périmètre de la réserve naturelle est à l’origine de plusieurs conflits entre les berges nomades et la direction des forêts qui se charge de la protection d’une part, et avec les agriculteurs locaux autour de l’exploitation des terres naturelles domaniales d’autre part.

## Histoire
Dans les marais de la Macta, des troupes françaises, dont le 1er bataillon d'infanterie légère d'Afrique, du Général Trézel furent défaites en juin 1835 par l'Emir Abdelkader.